# Małżeństwo w protestantyzmie

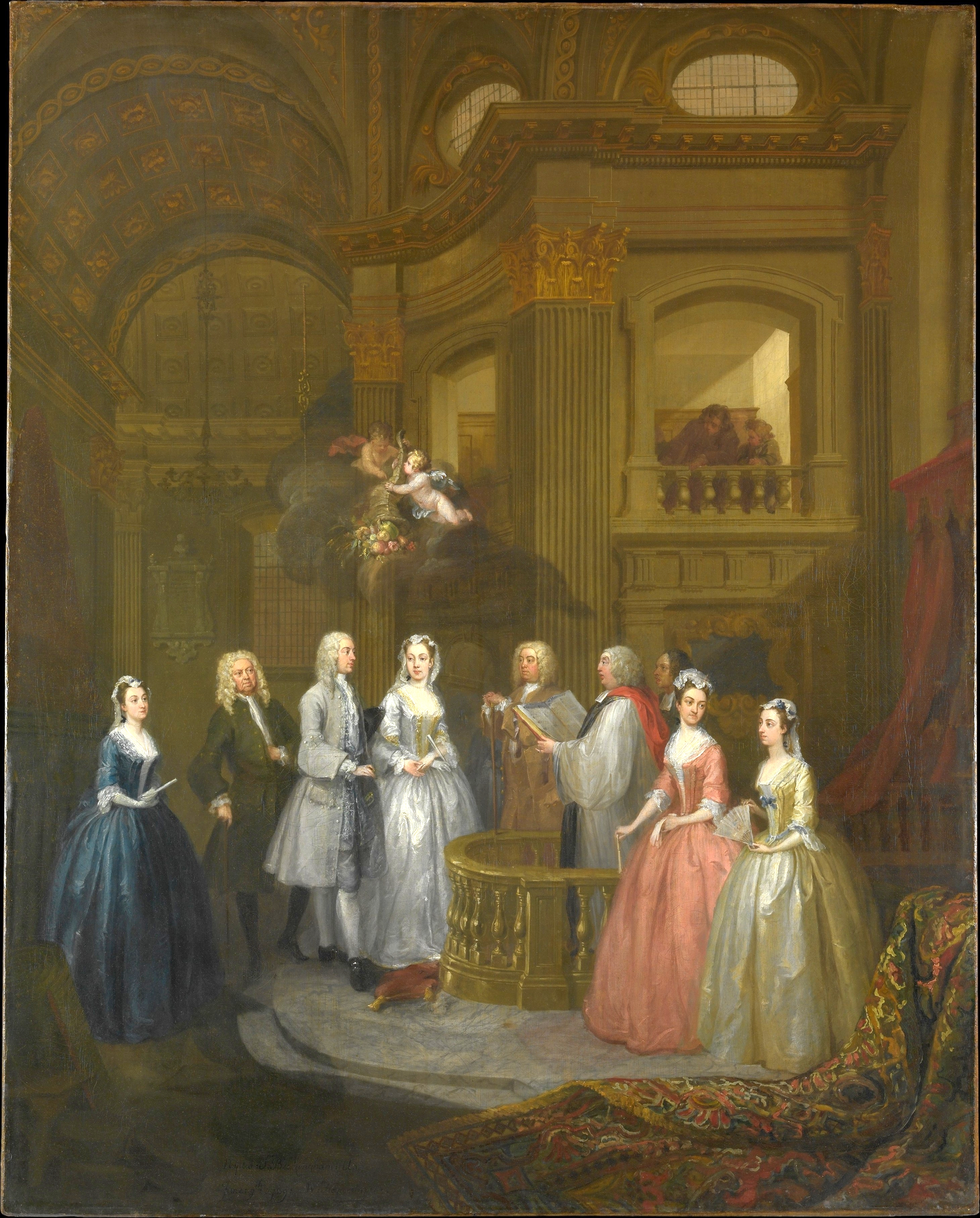
William Hogarth, Zaślubiny Stephena Beckinghama i Mary Cox z 1729 r. (Metropolitan Museum of Art, Nowy Jork).

Zdecydowana większość kościołów protestanckich rozpoznaje w małżeństwie święte przymierze zawierane na mocy ustanowienia Bożego pomiędzy jedną kobietą i jednym mężczyzną. Ostatecznym celem ustanowienia przymierza ma być objawienie chwały Bożej poprzez ukazanie Jego miłości wobec Kościoła na przykładzie związku małżeńskiego. Celami wtórnymi są: wzajemna pomoc męża i żony, rozradzanie się ludzkości oraz powstrzymanie przed niemoralnością.
Protestantyzm traktuje małżeństwo jako stan wyrażający porządek stworzenia, a nie odkupienia. Oznacza to, że nie jest traktowane jako sakrament, ale instytucja utworzona dla całej wspólnoty ludzkiej, mająca na celu trwałe zespolenie małżonków. Jako takie, w przeciwieństwie do sakramentów, ma charakter uniwersalny i występuje nie tylko wśród chrześcijan, ale i wyznawców innych religii i niewierzących. Protestantyzm uznaje jednak religijny rys małżeństwa jako związku uświęconego przez Boga.

## Małżeństwo w nauczaniu ksiąg symbolicznych

### Luteranizm
Mały katechizm w komentarzu do szóstego przykazania wzywa małżonków do wzajemnej miłości i szacunku. Dodatkowo w „Tablicy domowej” zawiera cytaty biblijne skierowane do mężów i żon. Duży katechizm w komentarzu do szóstego przykazania uznaje małżeństwo za stan otoczony wielkim szacunkiem przez Boga i przez Boga nakazany wszystkim, z wyjątkiem nielicznych powołanych do bezżenności.
Wyznanie augsburskie w art. XVI potępia tych, którzy odrzucają instytucję małżeństwa, natomiast w art. XXIII uznaje małżeństwo za nakaz Boży i lekarstwo na ludzkie słabości. Obrona Wyznania augsburskiego w art. XIII stwierdza, że małżeństwo nie jest sakramentem we właściwym znaczeniu tego słowa, gdyż obietnice z nim związane dotyczą życia cielesnego, a nie łaski i odpuszczenia grzechów, natomiast w art. XXIII odrzuca pogląd, by Boży nakaz płodności już nie obowiązywał.
Epitome (krótkie wyjaśnienie) Formuły zgody odrzuca pogląd anabaptystów, by osoba, która rozwiodła się z osobą innej religii, mogła ponownie zawrzeć małżeństwo z osobą tej samej religii (XII, 19). Artykuł został powtórzony w Solida Declaratio (XII, 24).

### Prezbiterianie, kongregacjonaliści, baptyści
Kościoły wywodzące się z reformacji szkockiej, a także grupy purytańskie związane z ruchem dysydenckim Kościoła anglikańskiego, uznały w swoich wyznaniach wiary wspólną doktrynę dotyczącą małżeństwa, wyrażoną historycznie w 24. artykule Konfesji westminsterskiej z 1646 r., która stała się księgą symboliczną szkockiego kalwinizmu i w konsekwencji – wszystkich kościołów prezbiteriańskich. Także radykalniejsze skrzydła ruchu purytańskiego przyjęły z niewielkimi poprawkami prezbiteriańskie sformułowanie (bez paragrafów 5. i 6.), włączając je do odpowiednich konfesji. Kongregacjonaliści podpisali się pod nim wypracowując w 1658 r. Deklarację z Savoy, z kolei baptyści – w ramach przyjęcia Konfesji II londyńskiej z 1689 r.

1. Małżeństwo może być zawarte tylko między jedną kobietą i jednym mężczyzną. Kobieta i mężczyzna nie mogą mieć więcej niż jednego współmałżonka w tym samym czasie.
2. Bóg ustanowił małżeństwo dla wzajemnej pomocy męża i żony, dla rozradzania się ludzkości zgodnie z Jego Prawem oraz dla powstrzymania się przed niemoralnością.
3. Wszyscy ludzie mogą wstępować w związki małżeńskie, jeśli tylko zdają sobie sprawę z tego, co robią. Jest jednak obowiązkiem chrześcijanina, by zawierał związek tylko z partnerem „w Panu”. W konsekwencji, ci którzy nazywają się wierzącymi, nie powinni zawierać związków małżeńskich z niewierzącymi, papistami czy innymi poganami. Nie przystoi także, aby pobożne osoby były partnerami tych, którzy prowadzą rozwiązłe życie albo popierają zasługujące na potępienie herezje.
4. Małżeństwo nie może być zawarte między bliskimi krewnymi lub powinowatymi, ponieważ jest to zabronione przez Słowo Boże. Takie kazirodcze związki nie mogą być zalegalizowane przez prawo ludzkie, a osoby takie nigdy nie mogą żyć razem jako mąż i żona.
5. Odkrycie faktu cudzołóstwa jednej ze stron po zaręczynach jest wystarczającym powodem do ich zerwania. Cudzołóstwo po ślubie daje prawo niewinnej stronie zażądania rozwodu, a po rozwodzie ponownego małżeństwa, tak jakby winna strona umarła.
6. Chociaż zepsuta natura ludzka waży się szukać najrozmaitszych przyczyn, aby bezprawnie rozłączyć tych, których Bóg połączył w małżeństwie, jednak tylko cudzołóstwo, albo porzucenie są wystarczającymi przyczynami rozwiązania małżeństwa. Należy wtedy sprawę przeprowadzić publicznie i zgodnie z prawem, nie pozostawiając stronom możliwości działania według własnego uznania.

## Dopuszczalność rozwodu
Stanowisko Kościołów i teologów protestanckich względem warunków dopuszczalności rozwodu i ponownego zawarcia małżeństwa nie jest jednolite. Protestanci z kościołów konserwatywnych postrzegają małżeństwo jako uroczyste przymierze trójstronne zawierane pomiędzy mężem, żoną i Bogiem. Rozwód może być udzielony, jednak jego usprawiedliwienie zależy od spełnienia pewnych warunków, mających umocowanie prawne w Biblii. Zasadniczo dopuszcza się dwie klauzule rozwodowe: porzucenie przez niewierzącego (tzw. przywilej pawłowy) oraz, w przypadku cudzołóstwa w małżeństwie, na podstawie wypowiedzi Chrystusa strona niewinna otrzymuje prawo do rozwodu i zawarcia ponownego przymierza małżeńskiego bez grzechu.
Prawo wewnętrzne bardziej liberalnych Kościołów protestanckich dopuszcza możliwość rozwodu i ponownego zawarcia małżeństwa, pozostawiając dokonywanie rozwodów wyłącznie w gestii urzędów państwowych i przyjmując do wiadomości fakt rozpadu małżeństwa.

## Etyka seksualna
W praktycznie wszystkich kościołach protestanckich wierni mają pełną swobodę decydowania o wyborze form współżycia seksualnego, o ile tylko wszelka aktywność płciowa odbywa się wewnątrz małżeństwa i tylko w małżeństwie, a także w wyborze metod zapobiegania ciąży. Wyjątek stanowi stosowanie środków wczesnoporonnych, co wiele kościołów traktuje jako formę aborcji oraz te spośród praktyk seksualnych, które uwłaczają ludzkiej godności (np. genitalne okaleczanie kobiet). W protestantyzmie przyjemność seksualna wynikająca z pożycia małżeńskiego, podobnie jak w kościele katolickim, nie jest obciążona piętnem grzeszności, lecz uznawana za szczególny dar od Boga i jego dzieło. Niemniej jednak realizowanie potrzeb seksualnych z osobą niepozostającą w małżeńskim przymierzu stanowi grzech cudzołóstwa, którego powaga nawet w konserwatywnych kościołach dopuszcza stronę niewinną do uzyskania rozwodu z możliwością ponownego zawarcia małżeństwa (traktowanie strony winnej jako umarłej). Konserwatywni protestanci zdecydowanie sprzeciwiają się zawieraniu małżeństw członków Kościoła z osobami niewierzącymi. Większość kościołów protestanckich, w tym szczególnie wyznania konserwatywne, za grzech cudzołóstwa uznają także przedmałżeńską aktywność seksualną między przyszłymi małżonkami, przed sfinalizowaniem zawarcia przymierza. Kościoły protestanckie zdecydowanie potępiają prostytucję i pornografię.

## Role i obowiązki małżonków
Kwestia ról i obowiązków męża i żony jest problemem szeroko dyskutowanym we współczesnym świecie protestanckim. Kwestia podziału ról i podporządkowania żony względem męża dzieli protestantów na komplementarystów, uznających partnerstwo małżonków oparte na modelu chrześcijańskiej rodziny, gdzie mąż jest głową domu, żona zaś okazuje mu podporządkowanie, oraz egalitarystów, uznających partnerstwo małżonków oparte na zasadzie pełnej równości, gdzie to małżonkowie sami odkrywają i ustalają dla siebie role i obowiązki.

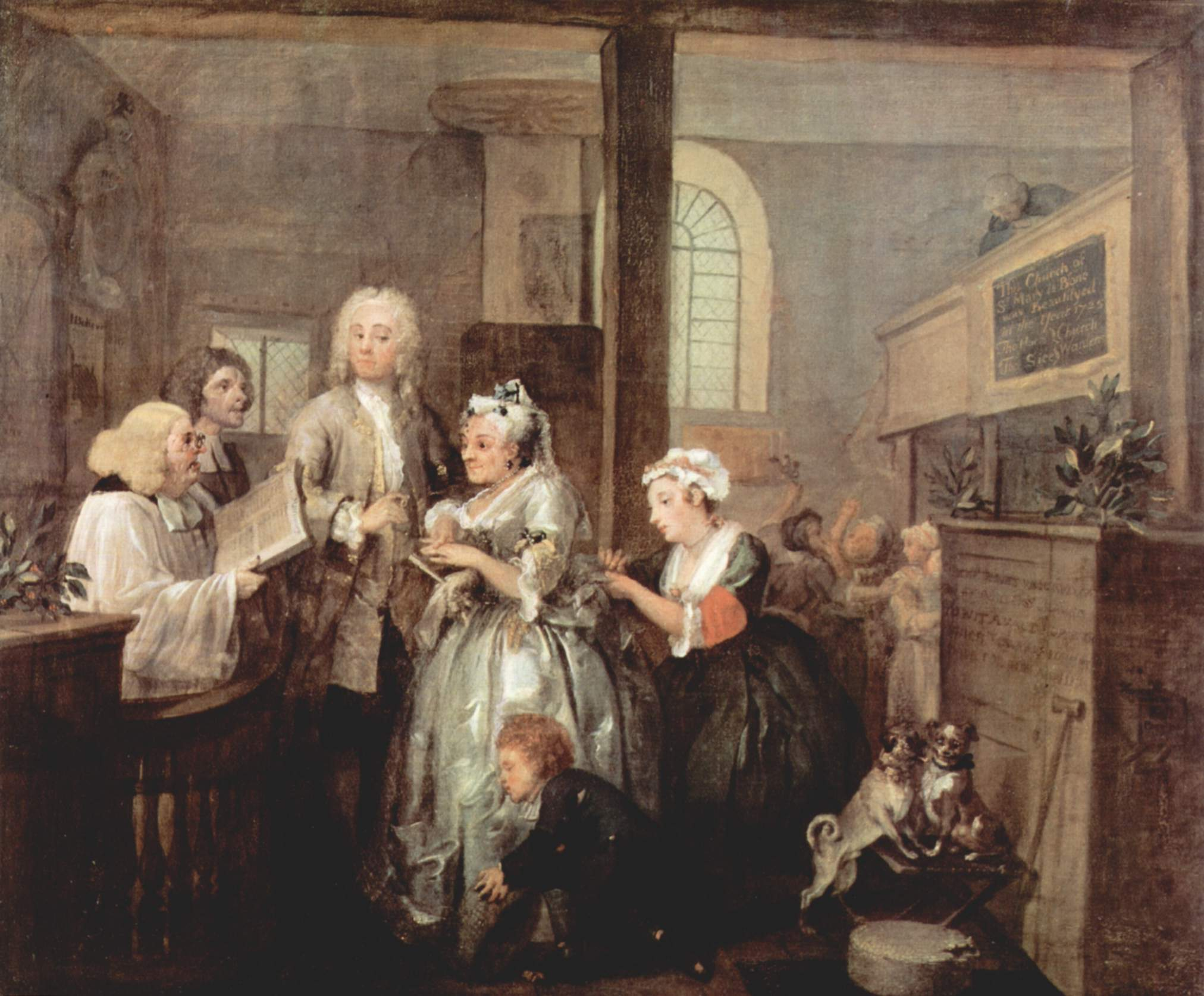
Protestancka uroczystość zaślubin

### Komplementaryzm
Pogląd komplementarny (także tradycyjny lub hierarchiczny) utrzymuje, iż zwierzchnictwo męża jest wymagane w chrześcijańskim małżeństwie przez samo Słowo Boże i jako takie jest częścią Bożego prawa, które nie podlega weryfikacji człowieka. Zdecydowana większość chrześcijańskich komplementarystów uważa, iż zarówno żona, jak i mąż mają przed Bogiem równą wartość, co wynika ze stworzenia obu płci na obraz i podobieństwo Boże. W związku z tym są także w równym stopniu odpowiedzialni za wierne wypełnienie ról i obowiązków, jakie każdemu z nich zostały oddzielnie powierzone. Mimo równej wartości i godności wynikających z tej samej istoty człowieczeństwa męża i żony, każdemu z małżonków od chwili wstąpienia w małżeńskie przymierze Bóg przeznacza odrębne funkcje i role, jakie mają wypełnić w ramach tej instytucji. Właściwa ich realizacja stanowi w dużym stopniu o Bożym błogosławieństwie dla małżonków, ich spełnieniu w naturalnych rolach i relacjach względem siebie oraz dobrej organizacji, co skutkuje w trwałości i szczęśliwości rodziny.
Zgodnie z tym poglądem, mężowi zostało przeznaczone, aby w ramach przymierza małżeńskiego pełnił rolę strażnika, obrońcy i przywódcy rodziny. Żona powinna zatem szanować przywództwo męża. Większość komplementarian uważa jednak, iż istnieją granice podporządkowania żony w sytuacji, gdy posłuszeństwo wobec męża oznaczałoby grzech wobec Boga. Wypełnianie ról przeznaczonych każdemu z małżonków składa się na ich wzajemne uzupełnianie się (stąd nazwa: komplementaryzm) w jednym ciele, którym jest małżeństwo. Konieczność uzupełniania się w małżeństwie ma umacniać trwałość związku, potęgować wzajemną odpowiedzialność oraz komplementarną współzależność, z której wynika konieczność występowania w małżeństwie dwu odrębnych płci, wnoszących ze sobą odrębne role i obowiązki. Stąd też komplementaryści uznają wyłącznie małżeństwa heteroseksualne.
Rozumiejąc małżeństwo jako objawienie miłości Bożej w stosunku do Kościoła, które ukazuje stosunki zachodzące między Chrystusem jako głową a Kościołem–Oblubienicą jako poddaną mu wybranką, komplementaryści wywodzą z tego wzoru standard dla wewnątrzmałżeńskich stosunków i obowiązków. I tak, małżonkowie są zobowiązani nie tylko do wierności sobie i wytrwania w związku do końca, ale również mąż jest winny żonie miłość, a żona mężowi szacunek i podporządkowanie. Mąż, którego archetypem jest sam Chrystus, zobowiązany jest miłować żonę w taki sposób, w jaki Chrystus umiłował Kościół. Żona tymczasem, której archetypem jest Kościół, ma podporządkować się autorytetowi męża w sposób, w jaki poddaje się Chrystusowi jego Kościół.
Zwolennikami kompementaryzmu jest większość konserwatywnych kościołów protestanckich na świecie. Popierają go m.in. tacy teolodzy z kręgów prezbiteriańskich i ewangelikalnych, jak John Piper, John F. MacArthur, C.S. Lewis, Douglas Wilson, J. I. Paker, Wayne Grudem, Albert Mohler, Mark Dever, Mark Driscoll, C. J. Mahaney, Adrian Rogers, Richard Land, Ligond Duncan, Gerald Bray, Terry Virgo, John Wimber, Tim Keller, czy Elisabeth Elliot. W celu popularyzacji idei komplementarnych stworzono Radę na rzecz Biblijnej Męskości i Kobiecości.
Komplementaryzm poparło także w sposób oficjalny wiele protestanckich kościołów, w tym Kościół Prezbiteriański w Ameryce, Anglikańska Diecezja Sydney, konserwatywni mennonici, reformowani baptyści, charyzmatyczni kalwini oraz największa wspólnota baptystów na świecie – Południowa Konwencja Baptystów – w swoim wyznaniu wiary:

Bóg ustanowił rodzinę fundamentalną instytucją ludzkiego społeczeństwa. Tworzy się ona z osób związanych ze sobą poprzez małżeństwo, pokrewieństwo oraz adopcję.
Małżeństwo stanowi zjednoczenie jednego mężczyzny i jednej kobiety w zobowiązaniu przymierza, które trwa przez całe życie. Jest wyjątkowym darem Bożym ukazującym związek pomiędzy Chrystusem i Jego Kościołem a także dostarczającym mężowi i żonie podstaw dla zażyłego towarzystwa, seksualnej ekspresji zgodnie z biblijnymi miernikami oraz stanowi środek umożliwiający rozmnażanie się ludzkości.
Mąż i żona mają przed Bogiem równą wartość, jako że oboje zostali stworzeni na podobieństwo Boże. Stosunki wewnątrz małżeństwa obrazują sposób, w jaki Bóg odnosi się do swojego ludu. Mąż ma kochać żonę, jak Chrystus umiłował Kościół. Bóg nałożył na niego odpowiedzialność utrzymania, ochrony i przewodzenia rodzinie. Żona ma dobrowolnie podporządkować się służebnemu przywództwu swego męża, podobnie jak Kościół chętnie poddaje się pod panowanie Chrystusa. Bóg nałożył na nią – będącą, podobnie jak jej mąż, obrazem Bożym i stąd też równą mu – odpowiedzialność szanowania swojego męża i służenia mu pomocą w zarządzaniu domem i wychowywaniu potomstwa.
Dzieci, od momentu poczęcia, są błogosławieństwem i dziedzictwem od Pana. Rodzice są zobowiązani pokazać dzieciom Boży wzorzec małżeństwa. Mają uczyć swoje dzieci wartości duchowych i moralnych, a także prowadzić je przykładem zgodnego życia i umiłowaniem dyscypliny do podejmowania właściwych wyborów, zgodnych z prawdą biblijną. Dzieci mają czcić swoich rodziców i być im posłuszne.

Większość komplementarystów uznaje, iż kobieta nie powinna pełnić roli przywódcy w Kościele, stąd też nie stosuje ordynacji kobiet na urząd pastora.
Komplementaryzm został przyjęty przez szereg środowisk protestanckich we wspólnym Oświadczeniu z Danvers, wydanym przez Radę na rzecz Biblijnej Męskości i Kobiecości. Konieczność podziału ról w małżeństwie według kryterium płci i zastosowania zasady zwierzchnictwa męża dowodzono w oparciu o następujące wersety biblijne:

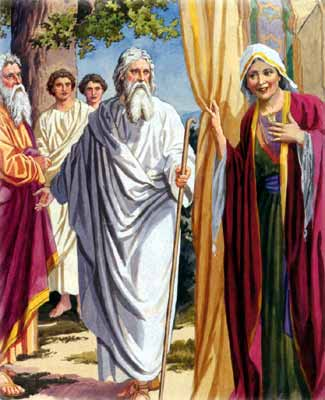
„...tak Sara posłuszna była Abrahamowi, nazywając go panem” (1 P 3,6). Abraham i Sara goszczący trzech aniołów.

- Ef 5,22–33: „Żony, bądźcie uległe mężom swoim jak Panu, bo mąż jest głową żony, jak Chrystus Głową Kościoła, ciała, którego jest Zbawicielem. Ale jak Kościół podlega Chrystusowi, tak i żony mężom swoim we wszystkim. Mężowie, miłujcie żony swoje, jak i Chrystus umiłował Kościół i wydał zań samego siebie, aby go uświęcić, oczyściwszy go kąpielą wodną przez Słowo, aby sam sobie przysposobić Kościół pełen chwały, bez zmazy lub skazy lub czegoś w tym rodzaju, ale żeby był święty i niepokalany. Tak też mężowie powinni miłować żony swoje, jak własne ciała. Kto miłuje żonę swoją, samego siebie miłuje. Albowiem nikt nigdy ciała swego nie miał w nienawiści, ale je żywi i pielęgnuje, jak i Chrystus Kościół, gdyż członkami ciała jego jesteśmy. Dlatego opuści człowiek ojca i matkę, i połączy się z żoną swoją, a tych dwoje będzie jednym ciałem. Tajemnica to wielka, ale ja odnoszę to do Chrystusa i Kościoła. A zatem niechaj i każdy z was miłuje żonę swoją, jak siebie samego, a żona niechaj poważa męża swego”.
- Kol 3,18–19: „Żony, bądźcie uległe mężom swoim, jak przystoi w Panu. Mężowie, miłujcie żony swoje i nie bądźcie dla nich przykrymi”.
- Tt 2,3–5: „Starsze kobiety mają również zachowywać godną postawę, jak przystoi świętym; że nie mają być skłonne do obmowy, nie nadużywać wina, dawać dobry przykład; niech pouczają młodsze kobiety, żeby miłowały swoich mężów i dzieci, żeby były wstrzemięźliwe, czyste, gospodarne, dobre, mężom swoim uległe, aby Słowu Bożemu ujmy nie przynoszono”.
- 1 P 3,1–7: „Podobnie wy, żony, bądźcie uległe mężom swoim, aby, jeśli nawet niektórzy nie są posłuszni Słowu, dzięki postępowaniu kobiet, bez słowa zostali pozyskani, ujrzawszy wasze czyste, bogobojne życie. Ozdobą waszą niech nie będzie to, co zewnętrzne, trefienie włosów, złote klejnoty lub strojne szaty, lecz ukryty wewnętrzny człowiek z niezniszczalnym klejnotem łagodnego i cichego ducha, który jedynie ma wartość przed Bogiem. Albowiem tak niegdyś przyozdabiały się święte niewiasty, pokładające nadzieję w Bogu, uległe swoim mężom; tak Sara posłuszna była Abrahamowi, nazywając go panem. Jej dziećmi stałyście się wy, gdy czynicie dobrze i niczym nie dajecie się nastraszyć. Podobnie wy, mężowie, postępujcie z nimi z wyrozumiałością jako ze słabszym rodzajem niewieścim i okazujcie im cześć, skoro i one są dziedziczkami łaski żywota, aby modlitwy wasze nie doznały przeszkody”.

### Egalitaryzm
Zdaniem egalitarystów, partnerstwo małżonków oparte na idei pełnej równości praw i obowiązków, jest najbliższe biblijnemu nauczaniu. Choć podobnie, jak komplementaryści, podkreślają oni, iż zarówno mąż, jak i żona posiadają równą wartość i godność jako istoty ludzkie, twierdzą ponadto, iż płeć małżonków nie ma żadnego znaczenia w stanowieniu różnic względem konkretnych powołań, ról, czy wewnątrzmałżeńskich obowiązków, które bądź małżonkowie sami, bądź suwerennie Bóg rozdziela niezależnie od płci. Implikacje egalitarystycznego rozumienia niezależności powołań i ról od płci otwierają wiele kościołów podpisujących się pod tym poglądem na praktykę ordynacji kobiet na urząd duchowny, choć nie zawsze tak jest.
Według biblisty Franka Stagga i klasycystki Evelyn Stagg równość męża i żony owocuje w najbardziej zażyłym, zdrowym i wzajemnie dopełniającym się związku małżeńskim. W swoich rozważaniach dochodzą do wniosku, iż oświadczenie apostoła Pawła tzw. „Magna Carta” ludzkości, zapisane w Gal 3,28, odnosi się do wszystkich relacji między chrześcijanami, także do małżeństwa: „Nie masz Żyda ani Greka, nie masz niewolnika ani wolnego, nie masz mężczyzny ani kobiety; albowiem wy wszyscy jedno jesteście w Jezusie Chrystusie”. Teolodzy egalitarystyczni zwracają również uwagę, iż koncepcja powstania „z dwóch jednego ciała”, jaka wywodzi się z biblijnej Księgi Rodzaju (2,24), została podkreślona w nauczaniu zarówno Jezusa Chrystusa, jak i apostoła Pawła o małżeństwie: „A On, odpowiadając, rzekł: Czyż nie czytaliście, że Stwórca od początku stworzył mężczyznę i kobietę? I rzekł: Dlatego opuści człowiek ojca i matkę i połączy się z żoną swoją, i będą ci dwoje jednym ciałem. A tak już nie są dwoje, ale jedno ciało. Co tedy Bóg złączył, człowiek niechaj nie rozłącza” (Mt 19,4–6; por Mk 10,7–9, Ef 5,30–32).
Jedna z większych kwestii spornych między komplementarystami a egalitarystami wynika z odmiennej interpretacji pawłowej wypowiedzi o mężu jako „głowie żony” i o zwierzchności męża nad żoną (Ef 5,22–24). Podczas, gdy komplementaryści tradycyjnie rozumieją głowę jako przywódcę i autorytet na zasadzie podobnej, jak głową danej instytucji jest jej zwierzchnik, egalitaryści uznają taką interpretację za sprzeczną z duchem Ewangelii, a nawet nauczaniem i przykładem Jezusa Chrystusa. W zamian proponują redefinicję terminu głowa na podstawie kontekstu pawłowej wypowiedzi oraz zastosowanie kulturowego kontekstu. W tym ostatnim przypadku, egalitaryści są zwolennikami odczytania uwarunkowanych płcią zaleceń Pawła jako skierowanych do konkretnej kultury panującej w I wieku, która uwłaczała godności różnych stanów, a także dyskryminowała kobiety uznając je za jednostki dyspozycyjne i własność męża. Podążając dalej, starają się tłumaczyć wypowiedzi apostoła w kontekście kulturowym, jako zalecenia mające sprawdzić się w konkretnych warunkach. Egalitaryści twierdzą zatem, iż wypowiedzi Pawła o podporządkowaniu żony nie należy stosować do wszystkich ludzi żyjących we wszystkich czasach.
Zwolennicy egalitaryzmu usiłują także na podstawie Nowego Testamentu wykazać wieloznaczność użytego w tekście wyrazu „głowa”. Wyraz ten – transliterowany z greki jako kephalē – oznacza w sensie anatomicznym głowę jako część ciała. Stąd też występuje w języku polskim wywodzący się z greki rdzeń cefal- jako odnoszący się do głowy lub pozostający z nią w stosunkach. Użycie tego wyrazu w tekście nowotestamentowym dowodzi także istnienia innych znaczeń – kephalē funkcjonuje często w NT w sensie metaforycznym jako źródło.
W hebrajskiej myśli Starego Testamentu, na podstawie prawa pierworództwa, pierworodny otrzymywał przywilej przewodzenia sprawom domowym. Ustalenie pierworództwa było zatem istotne dla porządku funkcjonowania rodziny. Stąd też zarówno Paweł, jak i inni rabini powoływali się na ustęp z Księgi Rodzaju 2,20, który stwierdza: „Z żebra, które wyjął z człowieka, ukształtował Pan Bóg kobietę i przyprowadził ją do człowieka”, aby tym samym podkreślić, iż mężczyzna był „pierworodnym” przed kobietą i stąd też posiada pewne szczególne przywileje i role. Zdaniem egalitarystów, uległość żony należy rozumieć w kontekście całej nauki Pawła, gdzie wszyscy chrześcijanie, niezależnie od płci, mają „ulegać jedni drugim w bojaźni Chrystusowej” (Ef 5,21).
Egalitaryści proponują jednocześnie proste odczytanie wypowiedzi Jezusa z Mk 10,42: „Wiecie, że ci, których uważa się za władców narodów, nadużywają swej władzy nad nimi, a możni ich rządzą nimi samowolnie. Lecz nie tak ma być między wami, ale ktokolwiek by chciał być między wami wielki, niech będzie sługą waszym”. Zasadę przedstawioną przez Jezusa, jako zakazującą ustanawiania hierarchii między chrześcijanami, egalitaryści postulują rozciągnąć także na stosunki wewnątrz chrześcijańskiego małżeństwa.
Pod egalitaryzmem podpisało się wiele protestanckich wyznań, w tym: kwakrzy, adwentyści dnia siódmego oraz wiele kościołów charyzmatycznych, np. największa wspólnota zielonoświątkowców na świecie – Zbory Boże. W celu popularyzacji idei egalitarnej zawiązano inicjatywę pod nazwą Chrześcijanie na rzecz Biblijnej Równości. W swoim wyznaniu wiary, organizacja stwierdza m.in.

1. Wierzymy, że Biblia jest natchnionym Słowem Bożym, wiarygodnym i jedynym ostatecznym autorytetem w sprawach wiary i praktyki.
[...]
7. Wierzymy w równość i niezbywalną godność mężczyzny i kobiety, niezależnie od ich przynależności etnicznej, wieku czy statusu społecznego. Uznajemy wszystkie osoby za stworzone na obraz Boży, który to obraz ma się odbijać w społeczności wierzących, w domu i w społeczeństwie.
8. Wierzymy, że mężczyźni i kobiety mają sumiennie rozwijać i używać ofiarowanych im przez Boga darów dla pomyślności domu, kościoła i społeczeństwa.
9. Wierzymy, że zarówno rodzina, pozostawanie w stanie bezżenności przy zachowywaniu celibatu, jak i dotrzymujące sobie wierności małżeństwa heteroseksualne są częścią Bożego planu.
10. Wierzymy, że Biblia nakłada odpowiedzialność na każdego mężczyznę i każdą kobietę, aby sprzeciwiać się wszelkiej niesprawiedliwości.